# Мартін Шерідан
Мартін Джозеф Шерідан (англ. Martin Joseph Sheridan; 28 березня 1881, Бохол, Ірландія — 27 березня 1918, Нью-Йорк) — американський легкоатлет, триразовий чемпіон літніх Олімпійських ігор (1904).
Мартін Шерідан народився 28 березня 1881 року в Ірландії і в віці 16 років іммігрував в США. Свою першу золоту олімпійську медаль він отримав на Олімпіаді 1904 в Сент-Луїсі в метанні диска, де також встановив новий олімпійський рекорд. Крім цього, він став четвертим в штовханні ядра.
Через два роки Шерідан взяв участь у позачергових Олімпійських іграх в Афінах. Він став чемпіоном у штовханні ядра і метанні диска, і також срібним призером у стрибках з місця в висоту і довжину і киданні каменя. Але ці нагороди вважаються неофіційними, так як Міжнародний олімпійський комітет не визнає ці змагання.
На Олімпіаді 1908 в Лондоні Шерідан став дворазовим чемпіоном у метанні диска вільним і грецьким стилями, а також посів третє місце в стрибку в довжину з місця. У потрійному стрибку він став дев'ятим, в стрибку у висоту з місця 16-м і в штовханні ядра результат невідомий.
Після завершення кар'єри Шерідан став поліціантом і помер від пневмонії 27 березня 1918 року.